# حسين مهدي
حسين مهدي محمد مهدي (مواليد 24 أبريل 2000، لاعب كرة قدم إماراتي يجيد اللعب في الوسط مع نادي النصر الإماراتي .

## روابط خارجية
- حسين مهدي على موقع Soccerway.com (الإنجليزية)